# قراردادهای آنسی

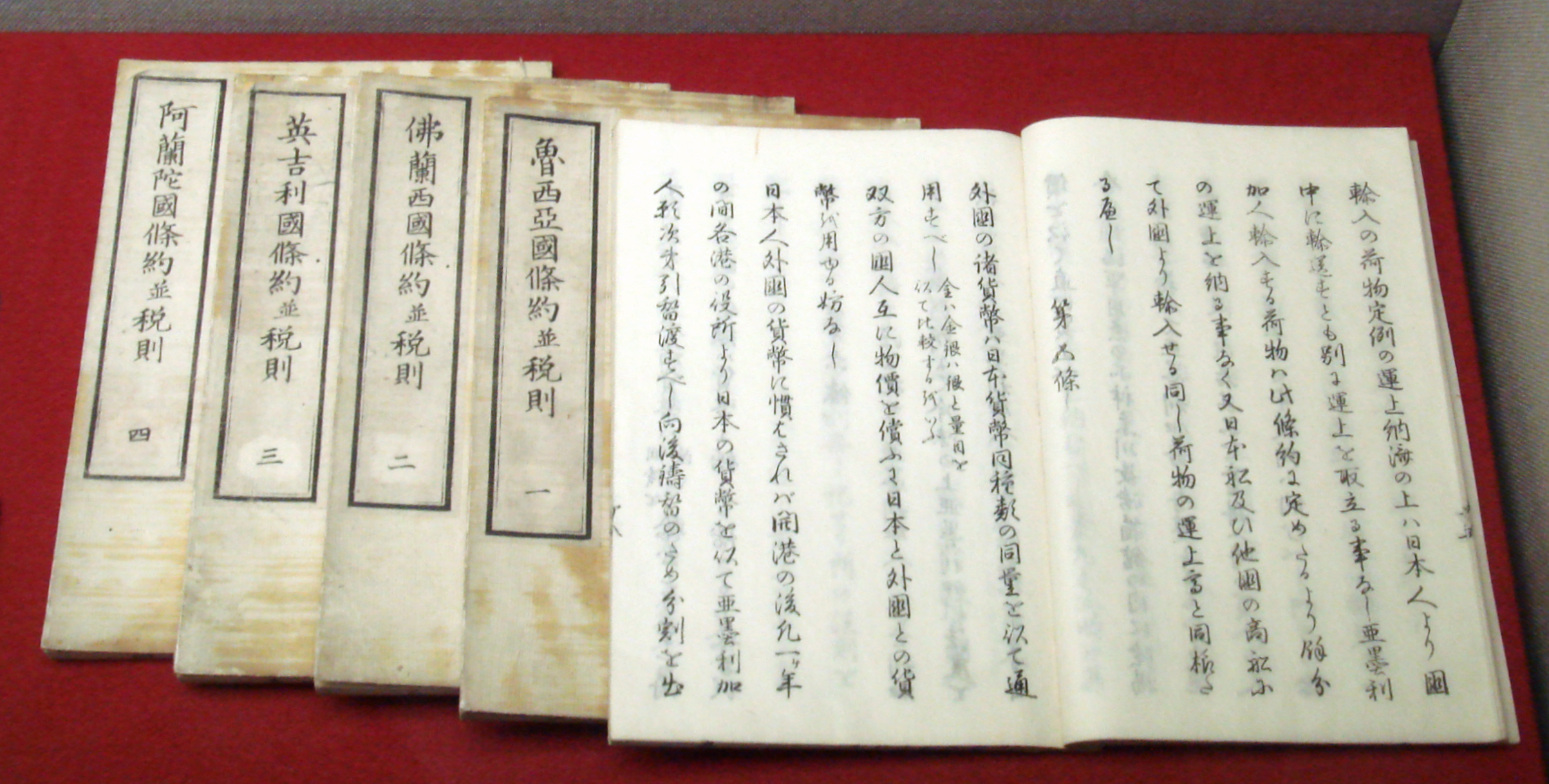

قراردادهای آنسی (به ژاپنی: 安政条約)، قراردادهای پنج-قدرت آنسی یا  پیمان پنج کشور آنسی یک سری قرارداد بود که در سال ۱۸۵۸ در طول دوره آنسی بین ژاپن از یک طرف و ایالات متحده آمریکا، پادشاهی متحد بریتانیای کبیر و ایرلند، امپراتوری روسیه، پادشاهی هلند و امپراتوری دوم فرانسه از طرف دیگر به امضا رسید. اولین قرارداد با ایالات متحده آمریکا در ژوئیه سال ۱۸۵۸ بسته شد و عهدنامه دوستی و تجارت بین ایالات متحده آمریکا و ژاپن یا پیمان هریس نام داشت.